# Mestni avtobusni liniji št. 19B in 19I (Ljubljana)
Mestni avtobusni liniji številka 19B TOMAČEVO – JEZERO in 19I TOMAČEVO – IŠKA VAS sta eni izmed 33 avtobusnih linij javnega mestnega prometa v Ljubljani. Liniji povezujeta Tomačevo, Nove Žale, Savsko naselje, Bežigrad preko centra mesta z Trnovim, Galjevico in Barjem, linija 19B povezuje še Črno vas, Lipe, Podpeč in Jezero, linija 19I pa Ig, Staje, Kot in Iško vas. Čas vožnje ob idealnih razmerah znaša približno 45 minut na liniji 19B in 47 minut na liniji 19I.

## Zgodovina
Tomačevo je prvo avtobusno povezavo s centrom mesta dobilo leta 1928, ko sta zasebna prevoznika Lajovic in Magister pridobila koncesijo za vožnje.
Prva redna javna mestna avtobusna proga je bila z mestnim središčem vzpostavljena šele 29. junija 1978. Tedaj so odprli prenovljeno Tomačevsko cesto, avtobusi so pričeli obratovati na kratki progi št. 19 Bavarski dvor – Tomačevo. 
Prebivalci ob Ižanski cesti pa so redno mestno avtobusno progo dobili 3. septembra 1984.  To je bila kratka prestopna proga št. 17 Barje – Trnovo, ki je obratovala le ob delavniških konicah. Kmalu so razmišljali tudi o njenem podaljšanju vse do Kongresnega trga, vendar so leta 1988 obe progi povezali v eno in nastala je proga št. 19 Tomačevo – Barje, ki je nato v taki obliki obratovala naslednjih deset let. 
Leta 1998 so namreč spremenili potek proge v Trnovem, in sicer so jo s Ceste na Loko preusmerili mimo naselja Rakova jelša. Po odprtju nove Barjanske ceste in novega mostu preko Gradaščice decembra leta 2007 so linijo preusmerili z Riharjeve in s Finžgarjeve ceste na novozgrajeni odsek. Aprila 2008 so jo na željo prebivalcev Kolezije z novozgrajene ceste preusmerili oz. vrnili na staro traso.
Prebivalci ljubljanskih naselij Črna vas in Lipe na Barju so si dolga leta prizadevali za avtobusno povezavo s centrom mesta. Skozi naselji je namreč vozil le šolski avtobus, redne avtobusne linije pa ni bilo, zato so bili prebivalci prisiljeni uporabljati osebni prevoz ali pa pešačiti nekaj kilometrov do obračališča Barje ob Ižanski cesti.
Zato so 31. avgusta 2009 odprli kratko prestopno linijo 19B Barje – Jezero, ki je obratovala le ob delavnikih, vozni red pa je bil prilagojen prestopanju na obračališču Barje na linijo 19, kar je potnikom omogočalo dostop do centra mesta. Kljub temu, da sta bili Podpeč in bližnje Jezero do tedaj s prestolnico preko Vnanjih Goric povezani z medkrajevnimi avtobusnimi linijami z Rakitne, s Preserij in z Borovnice, je bilo obračališče vse od začetka načrtovano v Jezeru. Kmalu so bile zato ukinjene vožnje omenjenih medkrajevnih linij na relaciji Podpeč - Jezero. 
29. avgusta 2011 je bila linija 19 po dolgoletnih željah tamkajšnjih prebivalcev podaljšana z Barja po Ižanski cesti vse do Iga, dobila pa je oznako 19I, linija 19B pa je bila podaljšana z Barja do Tomačevega, tako da potnikom ni potrebno do centra mesta več prestopati na drug avtobus. Po novem so avtobusi od Barja dalje pričeli izmenično voziti proti Jezeru in Igu. 
 

Ker sta trasi obeh linij postali sorazmerno dolgi, so v Trnovem spremenili njun potek. Tako avtobusi niso več vozili mimo Rakove Jelše, ampak so se po novozgrajeni Kopačevi cesti priključili na Barjansko, od koder so nadaljevali vožnjo proti centru. Zato je bila trasa ponovno umaknjena z Riharjeve in s Finžgarjeve ceste. Omenjene spremembe so omogočile vsaj petminutno skrajšanje potovanja do središča prestolnice. Medkrajevna linija, ki je do podaljšanja mestne linije 19I desetletja povezovala Ig z Ljubljano, je bila ukinjena, ostale so le vožnje medkrajevnih avtobusov po zalednih ižanskih naseljih. Na Igu je tako potnikom omogočeno presedanje na avtobuse, ki vozijo v zaledje.
Po dobrem letu obratovanja so linijo 19I 3. septembra 2012 z Iga podaljšali do nekdanjega obračališča medkrajevnih avtobusov v Iški vasi. Septembra 2014 je bilo v centru Iga, v neposredni bližini postajališča Ig AP urejeno parkirišče Parkiraj in se pelji (P+R), kjer je omogočen prestop na linijo 19I.
1. septembra 2015 je po osrednjem delu Slovenske ceste, ki je bil leto dni zaprt zaradi prenove, ponovno stekel avtobusni promet. Istega dne sta liniji 19I in 19B, skupaj z linijami 3, 3B, 3G, 27, 51 in 56, uradno ostali na trasi Šubičeva, Bleiweisova in Gosposvetska, po kateri sta obratovali že v času obvoza. 21. septembra 2015 so, zaradi preusmeritve linije št. 9 z obračališča Trnovo na novonastali P+R Barje, spremenili tudi potek trase obeh linij skozi center mesta. Tako sedaj nova trasa poteka po Dalmatinovi (oz. Tavčarjevi v smeri Tomačevo), Resljevi in Kopitarjevi cesti, skozi predor pod gradom in se preko Prul po Opekarski cesti v križišču s Hladnikovo cesto vključi na svojo redno traso proti Barju. Liniji sta v taki obliki testno obratovali v času zapore južnega dela Slovenske ceste do konca 8. maja 2016. Takrat so, zaradi pritožb potnikov, dolge vožnje na relaciji Dalmatinova (oz. Tavčarjeva) - predor in na željo občin Ig in Brezovica, liniji 19B in 19I preusmerili nazaj na osrednji del Slovenske ceste, hkrati pa se je ukinila vožnja skozi predor. Liniji od takrat obratujeta na relaciji Janežičeva - Karlovška - Zoisova - Slovenska.

## Trasa
Linija 19B
- smer TOMAČEVO – JEZERO: Tomačevska cesta - Koželjeva ulica - Štajerska cesta - krožišče Žale - Linhartova cesta - Topniška ulica - Dunajska cesta - Slovenska cesta - Zoisova cesta - Karlovška cesta - Janežičeva cesta - Opekarska cesta - Hladnikova cesta - Ižanska cesta - Črna vas - Podpeč - Jezero.
- smer JEZERO – TOMAČEVO: Jezero - Podpeč - Črna vas - Ižanska cesta - Hladnikova cesta - Opekarska cesta - Janežičeva cesta - Karlovška cesta - Zoisova cesta - Slovenska cesta - Dunajska cesta - Topniška cesta - Linhartova cesta - krožišče Žale - Štajerska cesta - Koželjeva ulica - Tomačevska cesta.

Linija 19I
- smer TOMAČEVO – IŠKA VAS: Tomačevska cesta - Koželjeva ulica - Štajerska cesta - krožišče Žale - Linhartova cesta - Topniška cesta - Dunajska cesta - Slovenska cesta - Zoisova cesta - Karlovška cesta - Janežičeva cesta - Opekarska cesta - Hladnikova cesta - Ižanska cesta - cesta 642 - Ljubljanska cesta - Banija - Staje - cesta 728 - Iška vas.
- smer IŠKA VAS – TOMAČEVO: Iška vas - cesta 728 - Staje - Banija - Ljubljanska cesta - cesta 642 - Ižanska cesta - Hladnikova cesta - Opekarska cesta - Janežičeva cesta - Karlovška cesta - Zoisova cesta - Slovenska cesta - Dunajska cesta - Topniška cesta - Linhartova cesta - krožišče Žale - Štajerska cesta - Koželjeva ulica - Tomačevska cesta.

## Režim obratovanja
Liniji obratujeta vse dni v letu, tj. ob delavnikih, sobotah, nedeljah in praznikih, in sicer:
| št. linije | delavnik     | sobota       | nedelja      |
| ---------- | ------------ | ------------ | ------------ |
| 19B        | 4.55 - 22.30 | 5.50 - 22.15 | 5.50 - 22.30 |
| 19I        | 4.40 - 22.45 | 4.50 - 22.45 | 5.50 - 22.30 |

Avtobusi najpogosteje vozijo ob delavniških prometnih konicah. Na liniji 19I v času konice obratujejo zgibni avtobusi, dvakrat dnevno pa tudi midi ali primestni avtobusi (odhoda Ig AP - Garaža in Astra - Ig AP). Zgibni avtobusi občasno obratujejo tudi v času novoletnih in prvomajskih šolskih počitnic, nikoli pa v času poletnih voznih redov. 

### Preglednice časovnih presledkov v minutah
|          | ura           | 1.9. - 25.6. | 26.6. - 31.8. |
| -------- | ------------- | ------------ | ------------- |
| 19B, 19I | 4.40 - 6.00   | 15-18        | 20            |
| 19B, 19I | 6.00 - 8.00   | 12-20        | 20            |
| 19B, 19I | 8.00 - 12.00  | 30           | 30            |
| 19B, 19I | 12.00 - 13.30 | 20           | 25            |
| 19B, 19I | 13.30 - 14.30 | 16           | 25-30         |
| 19B, 19I | 14.30 - 16.00 | 12-18        | 25-30         |
| 19B, 19I | 16.00 - 17.00 | 18           | 30            |
| 19B, 19I | 17.00 - 20.45 | 20-25        | 30            |
| 19B, 19I | 20.45 - 22.45 | 15-25        | 20-25         |

|          | ura           | vse leto |
| -------- | ------------- | -------- |
| 19B, 19I | 4.50 - 8.25   | 45-55    |
| 19B, 19I | 8.25 - 20.25  | 60       |
| 19B, 19I | 20.25 - 22.15 | 55       |
| 19B, 19I | 22.15 - 22.45 | 30       |

|          | ura           | vse leto |
| -------- | ------------- | -------- |
| 19B, 19I | 5.50 - 6.40   | 50       |
| 19B, 19I | 6.40 - 21.40  | 60       |
| 19B, 19I | 21.40 - 22.30 | 50       |

- Opisani intervali ne veljajo na odsekih Barje – Jezero in Barje – Iška vas. Na obeh odsekih so zaradi izmeničnih voženj avtobusov intervali praviloma še enkrat večji.
- V primeru popolne prometne zapore zaradi prireditev v Križankah imata liniji 19B in 19I predviden stalni obvoz, in sicer na relaciji Slovenska (redna trasa) - Barjanska - Kopačeva - Opekarska - obračališče Trnovo - Opekarska - Hladnikova (redna trasa), ter enako v obratni smeri. Avtobusi takrat ustavljajo na vseh rednih postajališčih. Obvoz praviloma traja med 20:00 in 24:00.

## Izhodišča za izletniške točke
Linija 19B
Z obračališča Jezero se je možno peš podati na naslednje izletniške točke v bližnji in daljni okolici:
- Jezero,
- Planinca,
- Krim,
- Sveta Ana,
- Sveti Jožef,
- Žalostna gora.

S postajališča Lipe pa se je možno peš podati v osrčje Barja. Tam je urejena tudi Koščeva učna pot.
Linija 19I
S končne postaje Iška vas obračališče se lahko podate v/na:
- Iški Vintgar,
- Reka Iška
- Učna pot ob reki Iški - Okljuk
- Krim.

S postaje Staje:
- Stari dedec v Stajah.

S postaje Ig AP:
- Krim,
- Ribniki v dolini Drage,
- Kurešček,
- Mokrec,
- Iški morost in Koščeva učna pot,
- Ljubljansko barje.